# ステージ101またはヤング101の作品
ステージ101またはヤング101の作品。

## CD

### オリジナル・アルバム
- ステージ101[注釈 1]（CDSOL-1077）
- 赤い屋根の家[注釈 2]（CDSOL-1078）
- ギフト・ボックス[注釈 3]（DYCL 401-405）
- アニタ・カー ヤング101 ピコ+3[注釈 4]（CDSOL-1895）

### ライヴ・アルバム
- ”ステージ101”スタジオ・ライヴ![注釈 5]（TOCT-95161）

### 編集アルバム
- ステージ101ベスト（CDSOL-1043）
- ワカが選ぶみんなのステージ101（CDSOL-1051）
- GOLDEN☆BEST / ステージ101 ヤング青春の日々（MHCL240-1）
- ステージ101 GO! / ヤング101（DQCL 3611-15）
- ステージ101 ポップスを歌う[注釈 6]（DQCL-799）

## レコード

### スタジオ・アルバム
出典
- ステージ101（ETP-8069）1971年4月5日
- サイモンとガーファンクルを歌う（SOND-66056）1971年6月1日
- ニュー・フォークの世界（ETP-8115）1971年9月5日
- 若い旅（ETP-8151）1972年1月7日
- ヤング訪問!!（SOLJ-11）1972年4月21日
- 赤い屋根の家（ETP-8172）1972年4月25日
- サイモン&ガーファンクル・ベスト (全訳)（SOLJ-23）1972年6月1日
- 怪獣のバラード（ETP-8198）1972年9月5日
- 愛の限界（ETP-8222）1972年12月20日
- ぼくら青春の日々（SOLJ-56）1973年3月21日
- ロッカ・バラード・スペシャル（ETP-8249）1973年5月5日
- 白いサンゴ礁（ETP-8262）1973年7月5日
- ぼくら心のふるさと（SOLJ-87）1973年9月21日
- アニタ・カー ヤング101 ピコ（3A-1010）1973年11月21日
- ビートルズ・ソング・ブック（ETP-9093）1973年12月1日
- ヤング集合!!（SOLJ-91）1973年12月21日
- さよならステージ101（AV-3012）1974年5月25日

### ライヴ・アルバム
- スタジオ・ライヴ!（ETP-8268）1973年9月5日

### 編集アルバムほか
- YOUNG101／GIFT PACK SERIES（SOLL-21）1972年11月1日
- ラヴ・ジェネレーション　ステージ101／ゴールデン・ディスク[2]（ETP-7727∼8）1973年10月20日
- YOUNG101／GIFT PACK SERIES（SOLL-47）1973年11月1日

- ステージ101／ヤング101と歌おう[注釈 7]（ETP-7660）1973年2月5日
- ステージ101／ヤング101と歌おう　Vol. 2[注釈 7]（ETP-7686）1973年6月5日

### シングル
| レコード会社 規格品番 発売日   | 面 | 曲名                                                   | 歌                  | 作詞 （訳詞）                                         | 作曲                                       | 編曲     |
| ------------------------------ | -- | ------------------------------------------------------ | ------------------- | ----------------------------------------------------- | ------------------------------------------ | -------- |
| CBSソニー SOLA-19 '72年4月21日 | A  | 愛するハーモニー (I'd Like To Teach The World To Sing) | ヤング101           | W. Backer, R. Davis, R. Cook, R. Greenaway （長恭子） | W. Backer, R. Davis, R. Cook, R. Greenaway | 東海林修 |
| CBSソニー SOLA-19 '72年4月21日 | B  | 愛するハーモニー (I'd Like To Buy The World A Coke)    | ヤング101           | W. Backer, R. Davis, R. Cook, R. Greenaway （長恭子） | W. Backer, R. Davis, R. Cook, R. Greenaway | 東海林修 |
| 東芝 ETP-2710 '72年7月25日     | A  | 怪獣のバラード                                         | ヤング101           | 岡田富美子                                            | 東海林修                                   | 東海林修 |
| 東芝 ETP-2710 '72年7月25日     | B  | 初恋の場所                                             | 井口典子＆ヤング101 | たかのみちよ                                          | たかのみちよ                               | 東海林修 |
| CBSソニー SOLA-20 '73年4月1日  | A  | 恋人よ飛んでおいでよ                                   | ヤング101           | 増永直子                                              | 斎藤明彦                                   | 東海林修 |
| CBSソニー SOLA-20 '73年4月1日  | B  | 恋人よ飛んでおいでよ (インストゥルメンタル)            |                     |                                                       | 斎藤明彦                                   | 東海林修 |
| 東芝 ETP-2853 '73年6月25日     | A  | ヴァケイション (Vacation)                              | ヤング101           | C. Francis, H. Hunter, G. Weston （漣健児）           | C. Francis, H. Hunter, G. Weston           | 山屋清   |
| 東芝 ETP-2853 '73年6月25日     | B  | ザ・ロコモーション (The Loco-Motion)                   | ヤング101           | G. Goffin, C. King （あらかはひろし）                 | G. Goffin, C. King                         | 深町純   |
| 東芝 ETP-20265 '76年4月20日    | A  | ビューティフル・サンデー (Beautiful Sunday)            | ヤング101           | D. Boone, R. McQueen （東海林修）                     | D. Boone, R. McQueen                       | 東海林修 |
| 東芝 ETP-20265 '76年4月20日    | B  | ミスター・ロンリー (Mr. Lonely)                        | ヤング101           | B. Vinton, G. Allan                                   | B. Vinton, G. Allan                        | 東海林修 |

### 4曲入りEP
| シングル名 レコード会社 規格品番 発売日 | 面 | 曲名                                                   | 歌                                                                              | 作詞 （訳詞）                          | 作曲                      | 編曲       |
| --------------------------------------- | -- | ------------------------------------------------------ | ------------------------------------------------------------------------------- | -------------------------------------- | ------------------------- | ---------- |
| ステージ101 東芝 ETP-4285 '71年         | A1 | 青春のわかれ道                                         | 串田アキラ＆ヤング101                                                           | 北山修                                 | 杉田二郎、北山修          | 山屋清     |
| ステージ101 東芝 ETP-4285 '71年         | A2 | 忘れていた朝                                           | 牧ミユキ＆ヤング101                                                             | 山上路夫                               | 村井邦彦                  | 山屋清     |
| ステージ101 東芝 ETP-4285 '71年         | B1 | あの素晴しい愛をもう一度                               | 若子内悦郎＆ヤング101                                                           | 北山修                                 | 加藤和彦                  | 山屋清     |
| ステージ101 東芝 ETP-4285 '71年         | B2 | のんびり                                               | ザ・バーズ＆塩見大治郎                                                          | マイク真木                             | マイク真木                | 和田昭治   |
| ベスト・フォー 東芝 ETP-4312 '72年      | A1 | 赤い屋根の家                                           | 牧みゆき＆ヤング101                                                             | 山上路夫                               | 村井邦彦                  | 東海林修   |
| ベスト・フォー 東芝 ETP-4312 '72年      | A2 | オー・マイ・ラブ (Oh My Love)                          | 若子内悦郎、河内広明＆ヤング101                                                 | John Lennon, Yoko Ono （片桐和子）     | John Lennon, Yoko Ono     | 東海林修   |
| ベスト・フォー 東芝 ETP-4312 '72年      | B1 | 結婚しようよ                                           | 塩見大治郎＆ヤング101                                                           | 吉田拓郎                               | 吉田拓郎                  | 東海林修   |
| ベスト・フォー 東芝 ETP-4312 '72年      | B2 | 若い旅                                                 | 塩見大治郎＆ヤング101                                                           | 永六輔                                 | 中村八大                  | 和田昭治   |
| ステージ101 東芝 ETP-4323 '72年         | A1 | 怪獣のバラード                                         | ヤング101                                                                       | 岡田富美子                             | 東海林修                  | 東海林修   |
| ステージ101 東芝 ETP-4323 '72年         | A2 | オレンジ (L'Orange)                                    | 水木誠＆ヤング101                                                               | G. Bécaud （片桐和子）                 | G. Bécaud                 | 東海林修   |
| ステージ101 東芝 ETP-4323 '72年         | B1 | にくい太陽                                             | ワカとヒロ                                                                      | 増永直子                               | 東海林修                  | 東海林修   |
| ステージ101 東芝 ETP-4323 '72年         | B2 | メロディ・フェア (Melody Fair)                         | 井口典子、西玲子、豊田礼子＆伊藤三礼子                                          | B. Gibb, R. Gibb, M. Gibb （増永直子） | B. Gibb, R. Gibb, M. Gibb | 東海林修   |
| BEST4 東芝 ETP-4338 '72年               | A1 | 愛の翼                                                 | 藤島新                                                                          | 吉田旺                                 | 中村泰士                  | 高田弘     |
| BEST4 東芝 ETP-4338 '72年               | A2 | 愛の限界                                               | 藤島新                                                                          | 岡田冨美子                             | 東海林修                  | 東海林修   |
| BEST4 東芝 ETP-4338 '72年               | B1 | 想い出の青い空 (It Never Rains in Southern California) | ワカとヒロ                                                                      | A. Hammond, M. Hazelwood （森愛仁霞）  | A. Hammond, M. Hazelwood  | 深町純     |
| BEST4 東芝 ETP-4338 '72年               | B2 | 明日の風 (Carry On Till Tomorrow)                      | ワカとヒロ                                                                      | T. Evans, P. Ham （増永直子）          | T. Evans, P. Ham          | 深町純     |
| BEST4 東芝 ETP-4339 '72年               | A1 | 悲しきカンガルー (Tie Me Kangaroo Down Sport)          | 宗台春男＆ヤング101                                                             | R. Harris （みナみかズみ）             | R. Harris                 | 若子内悦郎 |
| BEST4 東芝 ETP-4339 '72年               | A2 | 透明人間                                               | 宗台春男、若子内悦郎、河内広明、西玲子、藤島新、豊田礼子、伊藤三礼子＆ヤング101 | クニ河内                               | クニ河内                  | 若子内悦郎 |
| BEST4 東芝 ETP-4339 '72年               | B1 | さなえちゃん                                           | 若子内悦郎、河内広明、西玲子＆水木誠                                            | 仲井戸麗市                             | 仲井戸麗市                | 東海林修   |
| BEST4 東芝 ETP-4339 '72年               | B2 | 返事をおくれよ                                         | 水木誠＆ヤング101                                                               | 忌野清志郎                             | 肝沢幅一                  | 和田昭治   |
| 明日に架ける橋 CBSソニー SOLE-21 '73年  | A1 | 明日に架ける橋 (Bridge Over Troubled Water)            | 黒沢裕一、若子内悦郎＆ヤング101                                                 | P. Simon                               | P. Simon                  | 中村八大   |
| 明日に架ける橋 CBSソニー SOLE-21 '73年  | A2 | サウンド・オブ・サイレンス (The Sounds Of Silence)     | 温碧蓮、井口典子＆ヤング101                                                     | P. Simon （星加ルミ子）                | P. Simon                  | 中村八大   |
| 明日に架ける橋 CBSソニー SOLE-21 '73年  | B1 | 出発の歌                                               | ヤング101                                                                       | 及川恒平                               | 小室等                    | 奥村貢     |
| 明日に架ける橋 CBSソニー SOLE-21 '73年  | B2 | 人生すばらしきドラマ                                   | ヤング101                                                                       | 山川啓介                               | 和田昭治                  | 和田昭治   |
| 心の旅 CBSソニー SOLD-28 '73年          | A1 | 心の旅                                                 | ヤング101                                                                       | 財津和夫                               | 財津和夫                  | 東海林修   |
| 心の旅 CBSソニー SOLD-28 '73年          | A2 | 夢の中へ                                               | ヤング101                                                                       | 井上陽水                               | 井上陽水                  | 東海林修   |
| 心の旅 CBSソニー SOLD-28 '73年          | B1 | ジャングル・ジム                                       | ヤング101                                                                       | 及川恒平                               | 東海林修                  | 東海林修   |
| 心の旅 CBSソニー SOLD-28 '73年          | B2 | 夕暮れ                                                 | ヤング101                                                                       | 高田渡                                 | 東海林修                  | 東海林修   |

## ヤング101のソロ・レコード

### ソロ・アルバム
- 串田アキラ／爆発するソウル/串田アキラ ファースト・アルバム[3]（EP-7752）1970年5月5日
- シング・アウト／愛のつばさをーシング・アウトの旅ー[4]（JRS7085）1970年
- ワカとヒロ／愛する人へ[5]（ETP-8206）1972年11月5日
- 井口典子／井口典子ファースト[6]（ETP-8215）1972年12月1日
- 田中星児／うたのおにいさんがうたう うたのえほん すてきなすてきな童謡20曲集[7]（JBX-10）1972年
- ワカとヒロ／想い出の青い空[8]（ETP-8232）1973年3月25日
- ワカ＆ヒロ／聞き違い[9]（ETP-8272）1973年10月5日
- 田中星児／うたのおにいさん 第2集[10]（JBX-24）1973年
- 田中星児／青春[11]（SJX-1101）1973年
- 田中星児／寺山修司イソップ物語[12]（SJX-1102）1973年

### ソロ・シングル
出典
| レコード会社 規格品番 発売日         | 名義                                                                        | 面 | 曲名                                                   | 作詞 （訳詞）                         | 作曲                     | 編曲             |
| ------------------------------------ | --------------------------------------------------------------------------- | -- | ------------------------------------------------------ | ------------------------------------- | ------------------------ | ---------------- |
| RCA JRT-1044 '69年11月5日            | シング・アウト                                                              | A  | 涙をこえて                                             | かぜ耕士                              | 中村八大                 | 中村八大         |
| RCA JRT-1044 '69年11月5日            | シング・アウト                                                              | B  | 朝日の中でさようなら                                   | かぜ耕士                              | 中村八大                 | 中村八大         |
| キング BS-1117 '70年1月15日          | 泉朱子                                                                      | A  | 気になるわ                                             | 岩谷時子                              | いずみたく               | 渋谷毅           |
| キング BS-1117 '70年1月15日          | 泉朱子                                                                      | B  | めぐり逢う日まで                                       | 岩谷時子                              | いずみたく               | 渋谷毅           |
| キング BS-1119 '70年1月15日          | 牧ミユキ                                                                    | A  | 夜明けの雨                                             | 横井弘                                | 安部芳明                 | 森岡賢一郎       |
| キング BS-1119 '70年1月15日          | 牧ミユキ                                                                    | B  | 昼下がりの雨                                           | 横井弘                                | 安部芳明                 | 森岡賢一郎       |
| 東芝 EP-1221 '70年4月5日             | 串田アキラ                                                                  | A  | しあわせの限界                                         | 片桐和子                              | 佐和田容堂               | 山屋清           |
| 東芝 EP-1221 '70年4月5日             | 串田アキラ                                                                  | B  | あやまち                                               | 片桐和子                              | 佐和田容堂               | 山屋清           |
| 東芝 TP-2271 '70年4月5日             | 石岡ひろし                                                                  | A  | 愛の疑問                                               | 山上路夫                              | いずみたく               | 大柿隆           |
| 東芝 TP-2271 '70年4月5日             | 石岡ひろし                                                                  | B  | この世は二人をのせて                                   | 山上路夫                              | いずみたく               | 大柿隆           |
| キング BS-1216 '70年5月1日           | 小林啓子                                                                    | A  | 比叡おろし                                             | 松岡正剛                              | 松岡正剛                 | 佐藤允彦         |
| キング BS-1216 '70年5月1日           | 小林啓子                                                                    | B  | 恋人中心世界                                           | 小平なほみ                            | 中村八大                 | 中村八大         |
| RCA JRT-1074 '70年5月5日             | シング・アウト                                                              | A  | 愛のつばさを                                           | かぜ耕士                              | 中村八大                 | 中村八大         |
| RCA JRT-1074 '70年5月5日             | シング・アウト                                                              | B  | ハッピーソング                                         | かぜ耕士                              | 中村八大                 | 中村八大         |
| キング BS-1236 '70年7月1日           | 泉朱子                                                                      | A  | 愛の危機                                               | 岩谷時子                              | いずみたく               | 大柿隆           |
| キング BS-1236 '70年7月1日           | 泉朱子                                                                      | B  | 真っ赤なバレンタイン                                   | 小柳ルミ子、 岩谷時子                 | いずみたく               | 大柿隆           |
| RCA JRT-1101 '70年8月5日             | シング・アウト                                                              | A  | ピコの旅                                               | 樋口康雄                              | 樋口康雄                 | 川口真           |
| RCA JRT-1101 '70年8月5日             | シング・アウト                                                              | B  | ぼくは雲じゃない                                       | かぜ耕士                              | 樋口康雄                 | 前田憲男         |
| 東芝 EP-1243 '70年8月5日             | 串田アキラ                                                                  | A  | めざめ                                                 | 片桐和子                              | 佐和田容堂               | 山屋清           |
| 東芝 EP-1243 '70年8月5日             | 串田アキラ                                                                  | B  | 果てしなき旅                                           | 井上頌一郎                            | 佐和田容堂               | 佐和田容堂       |
| 東芝 TC-1154 '70年8月25日            | TV 映画オリジナルサウンド『アテンションプリーズ』 ザ・バーズ 砂川啓介       | A  | アテンションプリーズ （砂川「俺は飛ぶ」と計2曲を収録） | 岩谷時子                              | 三沢郷                   | 三沢郷           |
| 東芝 TC-1154 '70年8月25日            | TV 映画オリジナルサウンド『アテンションプリーズ』 ザ・バーズ 砂川啓介       | B  | 恋かしら なぜかしら                                    | 岩谷時子                              | 三沢郷                   | 三沢郷           |
| キング BS-1258 '70年9月1日           | 小林啓子                                                                    | A  | ひとりぼっちの午前10時                                 | 小平なほみ                            | 佐藤允彦                 | 佐藤允彦         |
| キング BS-1258 '70年9月1日           | 小林啓子                                                                    | B  | 花で春をまちます                                       | 高橋美恵                              | 高橋信之                 | 高橋信之         |
| 東芝 TP-2331 '70年9月5日             | 水木誠                                                                      | A  | ハイスクール・ブギ                                     | 阿久悠                                | 都倉俊一                 | 川口真           |
| 東芝 TP-2331 '70年9月5日             | 水木誠                                                                      | B  | 君うるわしの乙女なり                                   | 阿久悠                                | 都倉俊一                 | 横内章次         |
| キング BS-1264 '70年9月20日          | 泉朱子                                                                      | A  | 古い町に帰ります                                       | 山上路夫                              | いずみたく               | 大柿隆           |
| キング BS-1264 '70年9月20日          | 泉朱子                                                                      | B  | たとえば世界の空よりも                                 | 山上路夫                              | いずみたく               | 大柿隆           |
| 東芝 EP-1257 '70年10月5日            | 串田アキラ                                                                  | A  | 生きる限界                                             | 橋本淳                                | 筒美京平                 | 筒美京平         |
| 東芝 EP-1257 '70年10月5日            | 串田アキラ                                                                  | B  | 純愛の唄                                               | 橋本淳                                | 筒美京平                 | 筒美京平         |
| URC てんぐ SP-0001 '70年11月         | 高橋キヨシ                                                                  | A  | 地獄の天使                                             | 寺山修司                              | 加藤ヒロシ               | 大柿隆           |
| URC てんぐ SP-0001 '70年11月         | 高橋キヨシ                                                                  | B  | 恋の火花が                                             | 古川益雄                              | 高橋キヨシ               | 大柿隆           |
| 東芝 EP-1261 '70年11月5日            | ザ・バロン                                                                  | A  | 恋の億万長者                                           | 片桐和子                              | B. Meshel                | ザ・バロン       |
| 東芝 EP-1261 '70年11月5日            | ザ・バロン                                                                  | B  | コンドルは飛んで行く                                   | D. A. Robles                          | D. A. Robles             | ザ・バロン       |
| CBSソニー SOGA79003 '70年11月21日    | 若子内悦郎                                                                  | A  | 謎の円盤UFO                                            | 藤川圭介                              | 小野崎孝輔               | 小野崎孝輔       |
| CBSソニー SOGA79003 '70年11月21日    | 若子内悦郎                                                                  | B  | シャドーのマーチ                                       | 藤川圭介                              | 小野崎孝輔               | 小野崎孝輔       |
| 東芝 EP-1271 '71年1月10日            | 牧ミユキ                                                                    | A  | 再びのワルツ                                           |                                       |                          |                  |
| 東芝 EP-1271 '71年1月10日            | 牧ミユキ                                                                    | B  | 誘惑のブルース                                         |                                       |                          |                  |
| 東芝 EP-1273 '71年1月10日            | 串田アキラ                                                                  | A  | 旅                                                     | B. Wells （片桐和子）                 | R. Miller                | 山屋清           |
| 東芝 EP-1273 '71年1月10日            | 串田アキラ                                                                  | B  | 思い出の唄                                             | (木元教子)                            | C. Conti-Argenio         | 青木望           |
| キャニオン CA-25 '71年1月25日        | 長沢澄子                                                                    | A  | 愛のかがやき                                           | 北山修                                | 加藤和彦                 | 青木望           |
| キャニオン CA-25 '71年1月25日        | 長沢澄子                                                                    | B  | みんな愛されるため                                     | 北山修                                | 加藤和彦                 | 青木望           |
| 東芝 TP-2408 '71年4月5日             | 水木誠                                                                      | A  | アッコちゃん                                           | 阿久悠                                | 都倉俊一                 | 川口真           |
| 東芝 TP-2408 '71年4月5日             | 水木誠                                                                      | B  | あばずれミッコ                                         | 阿久悠                                | 都倉俊一                 | 横内章次         |
| 東芝 ETP-2423 '71年5月5日            | 串田アキラ                                                                  | A  | わかれ                                                 | 片桐和子                              | 鈴木邦彦                 | 鈴木邦彦         |
| 東芝 ETP-2423 '71年5月5日            | 串田アキラ                                                                  | B  | 真夜中の出発                                           | 山川啓介                              | 鈴木邦彦                 | 鈴木邦彦         |
| 東芝 ETP-2424 '71年5月5日            | ザ・バーズ                                                                  | A  | 危険ないいわけ                                         | 有馬三恵子                            | 鈴木邦彦                 | 鈴木邦彦         |
| 東芝 ETP-2424 '71年5月5日            | ザ・バーズ                                                                  | B  | 運命的なわかれ                                         | 有馬三恵子                            | 鈴木邦彦                 | 鈴木邦彦         |
| キャニオン CA-55 '71年6月25日        | 長沢澄子                                                                    | A  | 明日のために                                           | 万里村ゆき子                          | むとうだいすけ           | 葵まさひこ       |
| キャニオン CA-55 '71年6月25日        | 長沢澄子                                                                    | B  | 朝な夕なに                                             | 万里村ゆき子                          | 万里村ゆき子             | 葵まさひこ       |
| キング BS-1403 '71年7月1日           | 泉朱子                                                                      | A  | 故郷を去って行く時                                     | 藤田敏雄                              | いずみたく               | 大柿隆           |
| キング BS-1403 '71年7月1日           | 泉朱子                                                                      | B  | たとえば世界の空よりも                                 | 岩谷時子                              | いずみたく               | 大柿隆           |
| MCA '71年10月                        | 田中星児                                                                    | A  | 僕の故郷へおいで                                       | 阿久悠                                | 都倉俊一                 | 都倉俊一         |
| MCA '71年10月                        | 田中星児                                                                    | B  | 行きつく先は                                           | 阿久悠                                | 都倉俊一                 | 都倉俊一         |
| URC てんぐ SP-0004 '71年12月         | 高橋キヨシ                                                                  | A  | 同情                                                   | (片桐和子)                            | R. Bird                  | 加藤ヒロシ       |
| URC てんぐ SP-0004 '71年12月         | 高橋キヨシ                                                                  | B  | 勇士の故郷                                             | 寺山修司                              | 加藤ヒロシ               | 古川益雄         |
| 東芝 TC-3002 '71年                   | 若子内悦郎 少年少女合唱団みずうみ                                           | A  | 帰ってきたウルトラマン                                 | 東京一                                | すぎやまこういち         | すぎやまこういち |
| 東芝 TC-3002 '71年                   | 若子内悦郎 少年少女合唱団みずうみ                                           | B  | MATチームの歌                                          | 東京一                                | すぎやまこういち         | すぎやまこういち |
| ポリドール DR-1656 '72年2月          | 黒沢裕一とヤング101                                                         | A  | 人生，すばらしきドラマ                                 | 山川啓介                              | 和田昭治                 | 和田昭治         |
| ポリドール DR-1656 '72年2月          | 黒沢裕一とヤング101                                                         | B  | 君の窓の下                                             | 山川啓介                              | 和田昭治                 | 和田昭治         |
| キング BS-1485 '72年2月5日           | 泉朱子                                                                      | A  | 今夜はとってもいけない娘                               | 山川啓介                              | いずみたく               | 松岡直也         |
| キング BS-1485 '72年2月5日           | 泉朱子                                                                      | B  | 自由へのピクニック                                     | 山川啓介                              | いずみたく               | 松岡直也         |
| 東芝 ETP-2668 '72年5月5日            | ワカとヒロ                                                                  | A  | にくい太陽                                             | 増永直子                              | 東海林修                 | 東海林修         |
| 東芝 ETP-2668 '72年5月5日            | ワカとヒロ                                                                  | B  | 神と悪魔                                               | 増永直子                              | 東海林修                 |                  |
| 東芝 ETP-2653 '72年6月25日           | 藤島新                                                                      | A  | 愛にさよならはない                                     | なかにし礼                            | 筒美京平                 | 筒美京平         |
| 東芝 ETP-2653 '72年6月25日           | 藤島新                                                                      | B  | 愛は一度だけ                                           | なかにし礼                            | 筒美京平                 | 青木望           |
| テイチク B-15 '72年6月               | 絹かずみ （八代かずみの別名義）                                             | A  | 恋をするのは なぜ                                      | 岩谷時子                              | いずみたく               | 大柿隆           |
| テイチク B-15 '72年6月               | 絹かずみ （八代かずみの別名義）                                             | B  | じれったい人                                           | 増永直子                              | いずみたく               | 福井峻           |
| 東芝 ETP-2725 '72年8月25日           | 西玲子                                                                      | A  | 雨あがりの鎮守さま                                     | 岡田冨美子                            | 東海林修                 | 東海林修         |
| 東芝 ETP-2725 '72年8月25日           | 西玲子                                                                      | B  | 誰かが何処かで笛を吹く                                 | 岡田冨美子                            | 東海林修                 | 東海林修         |
| CBSソニー SOLA-49 '72年9月21日       | 塩見大治郎                                                                  | A  | 愛のゆくえを知らない                                   | 山上路夫                              | 川口真                   | 川口真           |
| CBSソニー SOLA-49 '72年9月21日       | 塩見大治郎                                                                  | B  | 夕陽の駅で                                             | 山上路夫                              | 川口真                   | 川口真           |
| キャニオン A-127 '72年9月25日        | 長沢澄 （長沢澄子の別名義）                                                 | A  | 言わないで                                             | 長沢澄                                | 馬飼野康二               | 馬飼野康二       |
| キャニオン A-127 '72年9月25日        | 長沢澄 （長沢澄子の別名義）                                                 | B  | あなただけは教えておこう                               | 千家和也                              | 馬飼野康二               | 馬飼野康二       |
| 東芝 ETP-2744 '72年10月5日           | ワカとヒロ                                                                  | A  | 愛する人へ                                             | 岡田冨美子                            | 東海林修                 | 東海林修         |
| 東芝 ETP-2744 '72年10月5日           | ワカとヒロ                                                                  | B  | 僕はどこへも行かない                                   | 島津ゆう子                            | 東海林修                 | 東海林修         |
| 日本コロンビア SCS-174 '72年11月25日 | こおろぎ'73                                                                 | A  | 花咲じいさん                                           |                                       |                          |                  |
| 日本コロンビア SCS-174 '72年11月25日 | こおろぎ'73                                                                 | B  | ホッホの人生                                           |                                       |                          |                  |
| 東芝 ETP-2775 '72年12月              | 井口典子                                                                    | A  | 愛は面影の中に                                         | E. MacColl （なかにし礼）             | E. MacColl               | 東海林修         |
| 東芝 ETP-2775 '72年12月              | 井口典子                                                                    | B  | 砂時計                                                 | 岡田冨美子                            | 東海林修                 | 東海林修         |
| ポリドール DR-1722 '72年12月         | 黒沢裕一                                                                    | A  | それが恋の終りなら                                     | 林哲司                                | 林哲司                   | 瀬尾一三         |
| ポリドール DR-1722 '72年12月         | 黒沢裕一                                                                    | B  | 傷心旅行                                               | 林哲司                                | 林哲司                   | 瀬尾一三         |
| 東芝 ETP-2781 '72年12月20日          | 藤島新                                                                      | A  | 愛の限界                                               | 岡田冨美子                            | 東海林修                 | 東海林修         |
| 東芝 ETP-2781 '72年12月20日          | 藤島新                                                                      | B  | ライオンは寝ている                                     | 岡田冨美子                            | 東海林修                 | 東海林修         |
| 東芝 TC-3018 '72年                   | 若木ヒロシ （若子内悦郎の別名義） ザ・フレッシング・フォー みすず児童合唱団 | A  | サンダーマスク                                         | 佐田一美                              | 渡辺岳夫                 | 松山裕士         |
| 東芝 TC-3018 '72年                   | 若木ヒロシ （若子内悦郎の別名義） ザ・フレッシング・フォー みすず児童合唱団 | B  | 戦え！サンダー                                         | 東洋一                                | 渡辺岳夫                 | 松山裕士         |
| Victor SV-2316 '73年2月              | 田中星児                                                                    | A  | オートバイ野郎                                         | 田中星児                              | 田中星児                 | 高田弘           |
| Victor SV-2316 '73年2月              | 田中星児                                                                    | B  | マイ・ドリーム                                         | 田中星児                              | 田中星児                 | 高田弘           |
| ポリドール DR-1745 '73年3月          | 黒沢裕一                                                                    | A  | サヨナラはよさないか                                   | 坂根幹人                              | 津野晃司                 | 高田弘           |
| ポリドール DR-1745 '73年3月          | 黒沢裕一                                                                    | B  | 今君の愛                                               | 佐々木勉                              | 佐々木勉                 | 高田弘           |
| 東芝 ETP-2813 '73年3月5日            | ワカとヒロ                                                                  | A  | 想い出の青い空                                         | A. Hammond, M. Hazlewood （森愛仁霞） | A. Hammond, M. Hazlewood | 深町純           |
| 東芝 ETP-2813 '73年3月5日            | ワカとヒロ                                                                  | B  | 旅に出ようかな                                         | 若子内悦郎                            | 若子内悦郎               | クニ河内         |
| CBSソニー SOLB-17 '73年4月1日        | 塩見大治郎                                                                  | A  | 青空の悲しみ                                           | 山上路夫                              | 川口真                   | 川口真           |
| CBSソニー SOLB-17 '73年4月1日        | 塩見大治郎                                                                  | B  | 叫んでみたい                                           | 山上路夫                              | 川口真                   | 川口真           |
| 東芝 ETP-2816 '73年4月5日            | 西玲子                                                                      | A  | 期待                                                   | 石坂浩二                              | 大野雄二                 | 大野雄二         |
| 東芝 ETP-2816 '73年4月5日            | 西玲子                                                                      | B  | なぐさめ                                               | 石坂浩二                              | 大野雄二                 | 大野雄二         |
| 日本コロムビア LL-10219-J '73年7月   | ザ・チャープス                                                              | A  | 恋人になりたい                                         | 片桐和子                              | すぎやまこういち         | すぎやまこういち |
| 日本コロムビア LL-10219-J '73年7月   | ザ・チャープス                                                              | B  | 涙のトンネル                                           | 片桐和子                              | すぎやまこういち         | すぎやまこういち |
| 東芝 ETP-2877 '73年7月5日            | 西玲子                                                                      | A  | 荷馬車にゆられて                                       | 山上路夫                              | 東海林修                 | 東海林修         |
| 東芝 ETP-2877 '73年7月5日            | 西玲子                                                                      | B  | 恋は夢ごこち                                           | 山上路夫                              | 東海林修                 | 東海林修         |
| キャニオン A-176 '73年7月25日        | 諏訪マリー                                                                  | A  | Love is…                                               | 有馬三恵子                            | 西山真彦                 | 田辺信一         |
| キャニオン A-176 '73年7月25日        | 諏訪マリー                                                                  | B  | ある歌手の夢                                           | 有馬三恵子                            | 西山真彦                 | 田辺信一         |
| 東芝 ETP-2893 '73年8月20日           | ワカ＆ヒロ                                                                  | A  | 聞き違い                                               | 岡田冨美子                            | 東海林修                 | 東海林修         |
| 東芝 ETP-2893 '73年8月20日           | ワカ＆ヒロ                                                                  | B  | 夏の伝説                                               | 山川啓介                              | ヒロ                     | 東海林修         |
| Victor KV-29 '73年8月25日            | 田中星児＆まきのりゆき                                                      | A  | D-51（デゴイチ）                                       | 平出賢文                              | 平出賢文                 | 田中星児         |
| Victor KV-29 '73年8月25日            | 田中星児＆まきのりゆき                                                      | B  | 僕が5年前に考えたこと                                  | 及川恒平                              | 東海林修                 | 東海林修         |
| キング BS-1760 '73年10月25日         | 中山エミ                                                                    | A  | でんわ                                                 | 吉田旺                                | 中村泰治                 | 高田弘           |
| キング BS-1760 '73年10月25日         | 中山エミ                                                                    | B  | この愛にすべてを                                       | 吉田旺                                | 中村泰治                 | 高田弘           |
| キング P-317 '73年11月               | ザ・チャープス                                                              | A  | 水色の午後                                             | 片桐和子                              | すぎやまこういち         | すぎやまこういち |
| キング P-317 '73年11月               | ザ・チャープス                                                              | B  | 恋のエイト・ビート                                     | 片桐和子                              | すぎやまこういち         | すぎやまこういち |
| Victor KV-31 '73年12月               | 田中星児                                                                    | A  | 愛の願い                                               | 柴野未知                              | M. Polnareff             | 東海林修         |
| Victor KV-31 '73年12月               | 田中星児                                                                    | B  | 風と波と風船に                                         | 田中星児                              | 田中星児                 | 田中星児         |
| 日本コロンビア P-325 '73年12月       | 青木ますみ （青木マスミの別名義）                                           | A  | 16才の悲しみ                                           |                                       |                          |                  |
| 日本コロンビア P-325 '73年12月       | 青木ますみ （青木マスミの別名義）                                           | B  | ひとりぼっちの裸の子供                                 |                                       |                          |                  |
| 日本コロムビア P-328 '73年12月       | 岸じゅんこ                                                                  | A  | 北国ひとりぽっち                                       | 吉岡オサム                            | ささえいじ               | 佐々永治         |
| 日本コロムビア P-328 '73年12月       | 岸じゅんこ                                                                  | B  | リンゴの木のある教会堂                                 | 吉岡オサム                            | ささえいじ               | 佐々永治         |
| テイチク B-27 '73年                  | 絹かずみ （八代かずみの別名義）                                             | A  | レンガ色の喫茶店                                       | 山田孝雄                              | 四方章人                 | 白木勉           |
| テイチク B-27 '73年                  | 絹かずみ （八代かずみの別名義）                                             | B  | 言葉                                                   | 山田孝雄                              | 佐藤元彦                 | 白木勉           |
| CBSソニー SOLB-110 '74年2月1日       | 塩見大治郎                                                                  | A  | 別れのドラマ                                           | 有馬三恵子                            | H. Ohta                  | 高田弘           |
| CBSソニー SOLB-110 '74年2月1日       | 塩見大治郎                                                                  | B  | フライング・ハイ                                       | J. Friedson                           | H. Ohta                  | H. Ohta          |